# Justicia oligantha
Justicia oligantha är en akantusväxtart som beskrevs av Imlay. Justicia oligantha ingår i släktet Justicia och familjen akantusväxter. Inga underarter finns listade i Catalogue of Life.